# Поповка (Туркестанская область)
Поповка (каз. Поповка) — упразднённое село в Толебийском районе Туркестанской области Казахстана. Входило в состав Коксаекского сельского округа. В 2000-е годы включено в состав села Коксаек

## Население
По данным переписи 1999 года в селе проживало 137 человек (61 мужчина и 76 женщин).